# Фрумкин, Александр Наумович
Алекса́ндр Нау́мович Фру́мкин (12 [24] октября 1895, Кишинёв, Бессарабская губерния, Российская империя — 27 мая 1976, Тула, РСФСР, СССР) — советский физикохимик, организатор науки, автор основополагающих работ в современной электрохимии; основоположник электрохимической кинетики, один из основателей современного учения об электрохимических процессах, создатель советской электрохимической научной школы.
Академик Академии наук СССР (отделение математических и естественных наук) с 29 марта 1932 года.
Иностранный член нескольких академий наук и научных обществ мира, лауреат премии имени В. И. Ленина (1931) и трёх Сталинских премий (1941, 1949, 1952), Герой Социалистического Труда (1965), лауреат палладиевой медали Американского электрохимического общества.
Заведующий кафедрой электрохимии МГУ (1933—1976), директор Института физической химии (1939—1949) и Института электрохимии (теперь имени А. Н. Фрумкина, 1958—1976) АН СССР.

## Биография
Александр Наумович Фрумкин родился в Кишинёве в еврейской семье. Его отец, кандидат коммерческих наук Наум Ефимович (Нохем Ерухимович) Фрумкин (1858—1934), уроженец Румшишек и выпускник Рижского политехнического училища, служил страховым агентом, мать — Маргарита Львовна (Груня Лейбовна) Рабинович (1863—1949), родом из Тауроггена — была домохозяйкой. Родители поженились 2 августа 1888 года в Ковно, где проживала семья отца.
В 1912 году окончил одесскую гимназию Св. Павла. По окончании гимназии продолжил учёбу за рубежом — в Страсбурге, работал демонстратором в Бернском университете. В последнем Фрумкин поступил в лабораторию Волькмара Кольшуттера (Volkmar Kohlschütter), с которым в 1914 году опубликовал свои первые две работы по окислению фосфора.
После возвращения в Одессу окончил физико-математический факультет Новороссийского университета (1915) и поступил лаборантом на одесский сталепрокатный завод, где впервые серьёзно заинтересовался электрохимией. Первой опубликованной работой в этой области стала статья 1917 года о движении капель ртути под воздействием электрического тока. В 1917—1920 годах работал в физико-химической лаборатории проф. А. Н. Саханова в Новороссийском университете. В 1919 году в Одессе в книжной форме опубликовал первую крупную работу, выдвинувшую его в ряды ведущих российских электрохимиков: «Электрокапиллярные явления и электродные потенциалы». В следующем году часть этой же работы была опубликована в Великобритании (Electrocapillary Phenomena and Electrode Potentials) в журнале British Philosophical Magazine (vol. 40, № 237, стр. 363—375) и другая часть — в 1923 году в Германии (On the Theory of Electrocapillarity — к теории электрокапиллярности) в Zeitschrift für physikalische Chemie (vol. 103, № 1/2, стр 43—55). В этом тезисе неосуществлённой диссертации двадцатичетырёхлетний Фрумкин, работая в научной изоляции в Одессе, ввёл фундаментальное для современной электрохимии понятие нулевого заряда как свойства металла.
Так и не завершив работы над диссертацией (присуждение степени доктора наук было временно прекращено после Октябрьской революции), в 1920 году Фрумкин стал профессором Одесского института народного образования; преподавал химию в еврейском секторе факультета социального воспитания этого института. Оригинал незащищённой докторской диссертации А. Н. Фрумкина хранится в Британском музее электрохимии. Тогда же женился на поэтессе Вере Инбер.
В 1922—1946 годах работал в Физико-химическом институте имени Л. Я. Карпова в Москве, куда уже получивший известность электрохимик был приглашён его директором профессором А. Н. Бахом. Уже через несколько лет Фрумкин стал одним из крупнейших теоретиков в области поверхностой электрохимии и в 1928—1929 годах был приглашён для чтения курса лекций по коллоидной химии в университет штата Висконсин в Мэдисоне. Второй женой А. Н. Фрумкина стала его сотрудница, химик Амалия Давидовна Обручева (1894—1968), опубликовавшая с ним в последующие десятилетия ряд совместных работ.
С 1930 года был профессором химического факультета Московского государственного университета, руководил лабораторией технической электрохимии при кафедре физической химии. В 1933 году основал и возглавил кафедру электрохимии Московского Государственного университета имени М. В. Ломоносова, которой заведовал до конца жизни (1976). Одновременно с 1929 года был заместителем директора, а в 1939—1949 годах директором Института физической химии (до 1945 года — Коллоидно-электрохимический институт) АН СССР. На протяжении 1930-х годов А. Н. Фрумкин опубликовал ряд основополагающих работ современной электрохимии, в том числе идентификацию коэффициента Бёрнстеда с коэффициентом электрохимического переноса (1932), что стало связующим звеном между гомогенным катализом и электрохимической кинетикой. В 1933 году он произвёл качественный анализ солевого эффекта на электрод (эффект Фрумкина), который связал воедино поверхностную химию с электродными реакциями и стал одной из самых цитируемых работ учёного.
10 июля 1941 года Фрумкин вошёл в состав Научно-технического совета для разработки и апробации научных работ по химии, связанных с оборонной тематикой, под председательством уполномоченного Государственного комитета обороны, профессора С. В. Кафтанова . В годы Великой Отечественной войны А. Н. Фрумкин вместе с возглавляемым им Коллоидно-электрохимическим институтом находился в эвакуации в Казани, где работал в области радиационной химии и её военных приложений. С 1942 года (с момента образования) участвовал в работе Еврейского антифашистского комитета, в 1944 году входил в состав его президиума. В послевоенный период он совместно с В. Г. Левичем произвёл фундаментальный анализ движения капель ртути в электрическом поле (1946) и разработал вращающийся дисковой электрод. В 1949 году в разгар кампании по борьбе с космополитизмом А. Н. Фрумкин (вместе с соавтором профессором Я. К. Сыркиным) был обвинён в недооценке роли русских учёных в развитии физической химии, отстранён от руководства Институтом физической химии и поселился в дачном посёлке Луцино близ Звенигорода.
За руководство исследованиями влияния радиоактивного излучения на материалы атомного реактора А. Н. Фрумкин в октябре 1949 года секретными указами правительства в группе создателей первой советской ядерной бомбы был награждён орденом Трудового Красного Знамени и Сталинской премией II степени.
В 1952 году издал фундаментальную монографию «Кинетика электродных процессов» — первое учебное пособие в данной области. В 1955 году подписал «Письмо трёхсот». В 1958 году основал и возглавил Институт электрохимии АН СССР, руководил им до конца жизни (1976). В 1960 году в серии совместных работ с А. Я. Гохштейном Фрумкин начал изучение механических характеристик твёрдых электродов с использованием вибрирующих электродов. В 1963 году был избран заместителем председателя Отделения общей и технической химии АН СССР, занимался координацией деятельности Отделения в области физической химии.
В 1965 году основал журнал «Электрохимия» и служил его редактором. В том же году избран президентом Международного комитета по электрохимической термодинамике и кинетике. 5 мая 1966 года провёл XX Менделеевские чтения. Был основателем секции туризма Московского дома учёных и многие годы возглавлял её, стоял у истоков серии сборников туристических маршрутов «Туристские тропы», написал вступительную статью к первому альманаху этой серии (Москва, 1958). Работы последних лет жизни (1965—1975) привели к пересмотру основных представлений электрохимии о заряде электрода и созданию термодинамической теории границы раздела металл—электролит для каталитически активных электродов.
Был одним из академиков АН СССР, подписавших в 1973 году письмо учёных в газету «Правда» с осуждением поведения академика А. Д. Сахарова.
Умер А. Н. Фрумкин 27 мая 1976 года в Туле, где участвовал в работе 9-го Всесоюзного совещания по электрохимии органических соединений.
А. Н. Фрумкин был избран иностранным членом многих академий и научных обществ зарубежных стран — Немецкой академии естествоиспытателей «Леопольдина» (1956), Академии наук ГДР (1956), Польской академии наук (1956), Болгарской академии наук (1961), почётный член Бельгийского химического общества (1962), член-корреспондент Югославской академии наук и искусств (1965), иностранный член Королевской академии наук Нидерландов (1965), почётный член Национальной академии наук Индии (1965), член-корреспондент Саксонской академии наук (1966), почётный член Венгерской академии наук (1967), иностранный член Национальной академии наук США (1969), почётный иностранный член Американской академии искусств и наук (1970), почётный член Французского химического общества (1971).

### Семья
Двоюродная племянница А. Н. Фрумкина — переводчик художественной литературы и мемуарист Лилианна Зиновьевна Лунгина (мать Лунгиной и жена Фрумкина А. Д. Обручева были двоюродными сёстрами).

## Научная деятельность
Основная область исследований А. Н. Фрумкина — поверхностные явления и теория электрохимических процессов. Доказал приложимость термодинамического уравнения Гиббса к реальным адсорбционным явлениям (1919) и вывел уравнение состояния адсорбированного слоя (изотерма Фрумкина, 1935), с использованием которого развил теорию влияния электрического поля на адсорбцию органических соединений. Разработал термодинамическую теорию поверхностных явлений на электродах, адсорбирующих атомы водорода и кислорода, и сформулировал одно из фундаментальных понятий электрохимии — понятие о заряде электрода. Развил представление о строении двойного электрического слоя на границе металл—раствор, установил фундаментальную связь между строением двойного электрического слоя и скоростью электрохимической реакции (теория замедленного разряда, 1932), на основе чего сложился новый раздел современной теоретической электрохимии — кинетика электродных процессов. В теории скоростей электрохимических процессов (1934) Фрумкиным было учтено влияние состава раствора и строения двойного слоя, а также введено представление о потенциалах нулевого заряда как о важнейшей характеристике металлических электродов (1919); ввёл понятие о нулевой точке как константе, характеризующей свойства металлов (1927). На этой основе получил решение проблемы Вольта о связи электродвижущей силы электрохимической цепи с контактной разностью потенциалов двух металлов, входящих в эту цепь. Показал, что основные закономерности кинетики гетерогенных процессов могут быть выведены из уравнения Брёнстеда, описывающего кинетику гомогенных реакций (1932).
Предложил количественную теорию влияния электрического поля на адсорбцию молекул и с помощью измерения скачков потенциала на границе раствор—газ получил данные о характере химических связей в органических молекулах, в частности о полярности молекул органических веществ. Совместно с В. Г. Левичем развил теорию диффузионных процессов, протекающих в растворах в условиях влияния электрического поля. На основании своих теоретических представлений выяснил механизм ряда электродных реакций, например восстановление кислорода и целого ряда анионов. Вывел и экспериментально обосновал основное уравнение электрокапиллярности и представил экспериментальные доказательства его справедливости (1919). Выполнил фундаментальные исследования адсорбционных скачков потенциала на границе раствор/воздух. Сформулировал основные представления электрохимической теории коррозии металлов. Создал теорию полярографических максимумов.
Работы А. Н. Фрумкина оказали значительное влияние на разработку и синтез новых химических источников тока и топливных элементов (получение алюминия, магния, натрия, лития, бериллия, тантала, титана, урана, рафинированно чистой меди, создание гальванических покрытий с заданными оптическими, механическими и магнитными свойствами, конструирование автономных химических источников электроэнергии), на развитие хемотроники, на работы в области органических полупроводников, радиационной химии, нашли применение в работах по химическим источникам тока, смачиванию металлов электролитами и теории флотации, по полярографии, гетерогенному катализу и коллоидной химии.

## Награды
- Герой Социалистического Труда (23 октября 1965)
- 3 ордена Ленина (10 июня 1945; 23 октябоя 1965; 17 сентября 1975)
- Орден Трудового Красного Знамени (20 октября 1943) — за выдающиеся заслуги в области физической химии и за успешное выполнение специальных заданий Правительства
- Орден Трудового Красного Знамени (29 октября 1945)
- Орден Трудового Красного Знамени (29 октября 1949)
- Сталинская премия I степени (1941) — за научные работы по исследованию электрохимических процессов: «О платиновом электроде», «Электродные потенциалы», «Электрохимические методы изучения поверхности катализаторов», «О максимумах кривых зависимости тока от напряжения», опубликованные в 1936—1940 годах
- медали

## Память
Институт физической химии и электрохимии Российской академии наук с 1983 года носит имя А. Н. Фрумкина. В 2000 году Международное общество электрохимии (International Society of Electrochemistry), совместно с Московским государственным университетом, Институтом физической химии и электрохимии имени А. Н. Фрумкина РАН и при участии вдовы А. Н. Фрумкина профессора химического факультета МГУ Эмилии Георгиевны Переваловой-Фрумкиной, учредило «Мемориальную медаль Фрумкина» (Frumkin Memorial Medal), первым лауреатом которой стал Роджер Парсонз (Roger Parsons, Великобритания, 2000). Среди лауреатов — Л. И. Кришталик (2002). Избранные труды А. Н. Фрумкина в двух томах были выпущены институтом электрохимии, носящем его имя, в 1987—1988 годах. Под эгидой Института электрохимии проводятся также международный Фрумкинский симпозиум, Фрумкинские чтения по электрохимии в МГУ, присуждается премия имени А. Н. Фрумкина для молодых учёных в области теоретической и прикладной электрохимии.

## Монографии
- Электрокапиллярные явления и электродные потенциалы. Издательство Новороссийского университета: Одесса, 1919.
- Couche Double. Electrocapillarite. Surtension (перевод на французский язык). Herman et Cie: Париж, 1936.
- Кинетика электродных процессов (учебник, с соавторами). Издательство Московского государственного университета: Москва, 1952.
- Потенциалы нулевого заряда. Наука: Москва, 1979, второе издание — 1982.
- Электродные процессы. Избранные труды. Институт электрохимии имени А. Н. Фрумкина АН СССР, Наука: Москва, 1987.
- Перенапряжение водорода. Избранные труды. Институт электрохимии имени А. Н. Фрумкина АН СССР, Наука: Москва, 1988.